# Hotel National (Bamberg)

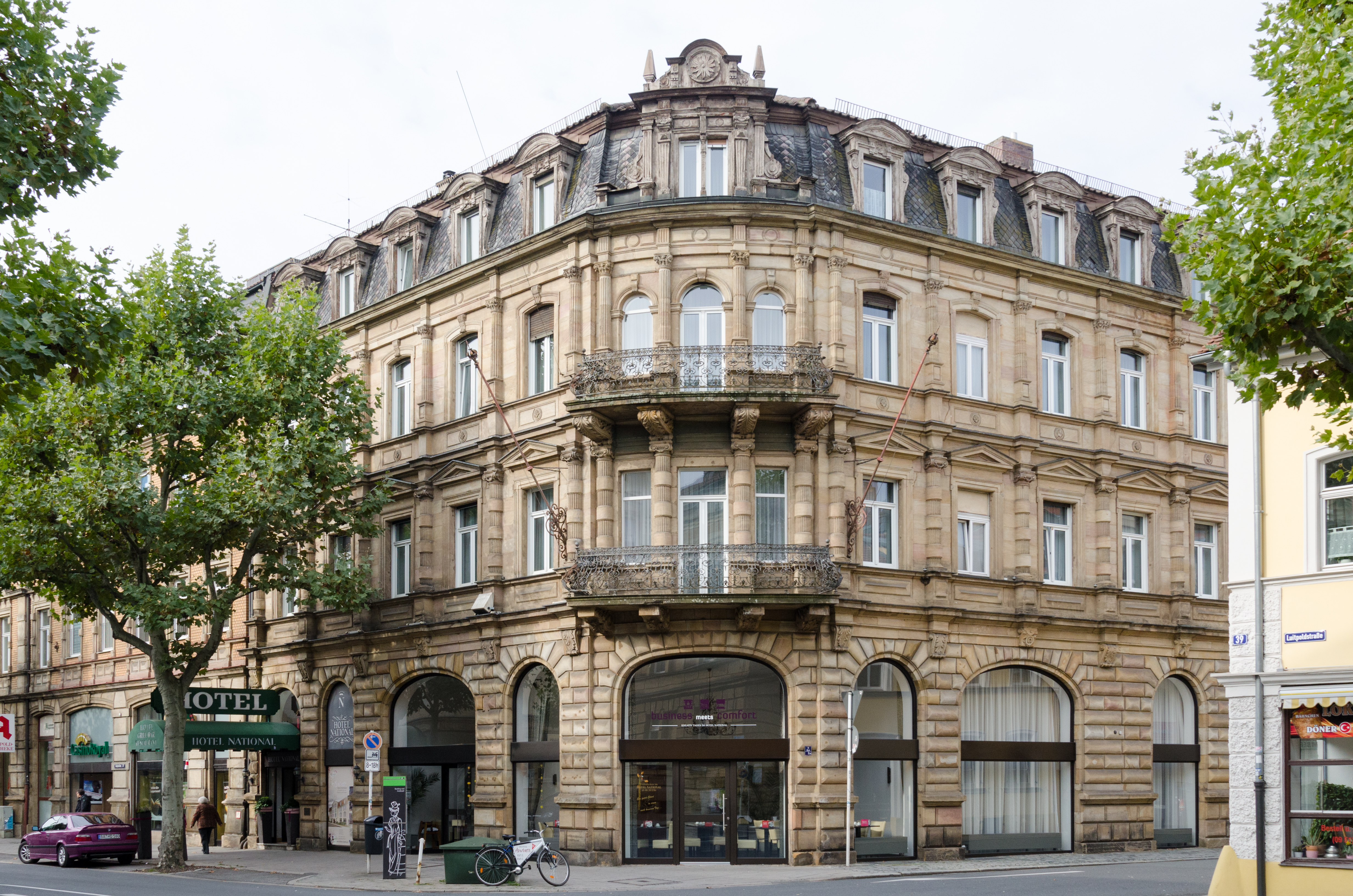
Hotel National

Das Hotel National ist ein denkmalgeschütztes Hotel im Zentrum der oberfränkischen Stadt Bamberg, Luitpoldstraße 37. Es wurde 1886 nach Plänen des Architekten Jakob Maier errichtet. Bei der Gestaltung der Fassade bediente er sich – dem Zeitgeschmack des Historismus folgend – frühbarocker Formen.

## Lage
Der Bau befindet sich in der Innenstadt in der Luitpoldstraße zwischen dem Bahnhof und der Fußgängerzone. Die historisierende Fassade des Hotels passt sich dem städtebaulichen Erscheinungsbild der Stadt an. Viele prominente Persönlichkeiten waren in der Vergangenheit Gast in diesem Hotel.